# Negueira de Muñiz
Negueira de Muñiz település Spanyolországban, Lugo tartományban. Negueira de Muñiz A Fonsagrada, Grandas de Salime, Allande és Ibias községekkel határos. Lakosainak száma 240 fő (2024).

## Népesség
A település népessége az elmúlt években az alábbi módon változott:
| Lakosok száma | 239  | 235  | 222  | 210  | 213  | 211  | 219  | 215  | 228  | 240  |
|               | 2001 | 2004 | 2007 | 2009 | 2012 | 2014 | 2017 | 2019 | 2022 | 2024 |